# Ludwigsburg
Ludwigsburg este un oraș din Germania, situat la 12 km nord de Stuttgart, în apropierea râului Neckar. Este capitala districtului Ludwigsburg, aparține de Regiunea Stuttgart.

## Obiective turistice
Palatul Ludwigsburg (Residenzschloss) este cea mai importantă atracție turistică și punct de reper al orașului, cel mai mare palat baroc intact din Germania. Timp de 26 de ani, clădirea a fost sediul principal al ducilor din Württemberg Eberhard Ludwig și Carl Eugen. Sub regele Frederick I, Residenzschloss a fost timp de 19 ani, reședința de vară. Cunoscut și sub numele de „Versailles de Suabia”, este un complex de palate de 452 de camere, alcătuit din 18 clădiri. 

## Personalități marcante
Tânărul Friedrich Schiller a trăit din anul 1766 până în 1773 în Ludwigsburg. Pictorul Ludovike Simanowiz a trăit și a murit în Ludwigsburg. Poetul și muzicianul Christian Friedrich Daniel Schubart a fost între 1769–1774 organist și director de muzică al Curții din Ludwigsburg. Mai târziu, compozitorii Carl Maria von Weber și Friedrich Silcher au trăit și au compus muzică în Ludwigsburg.

Ludwigsburg
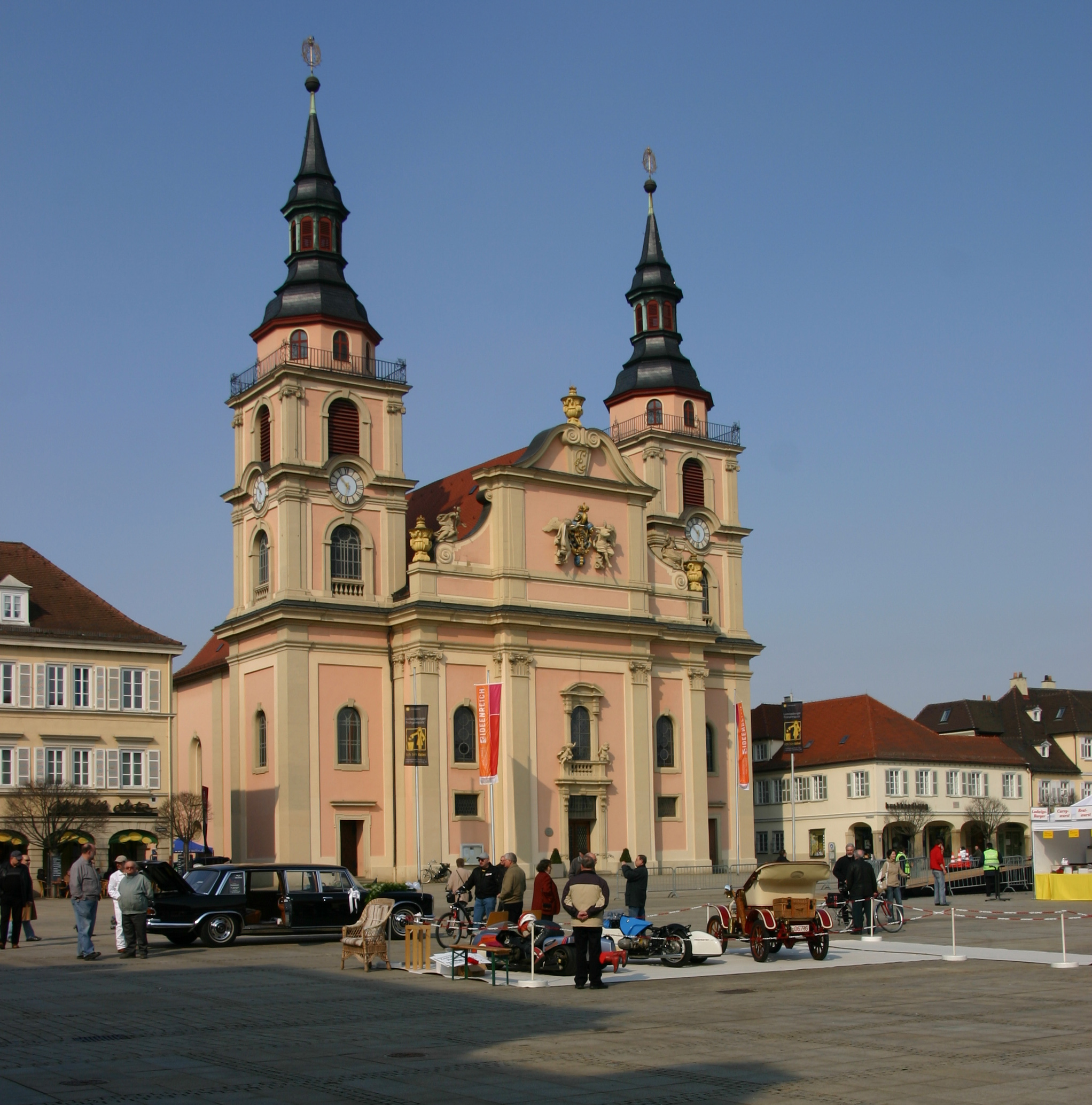
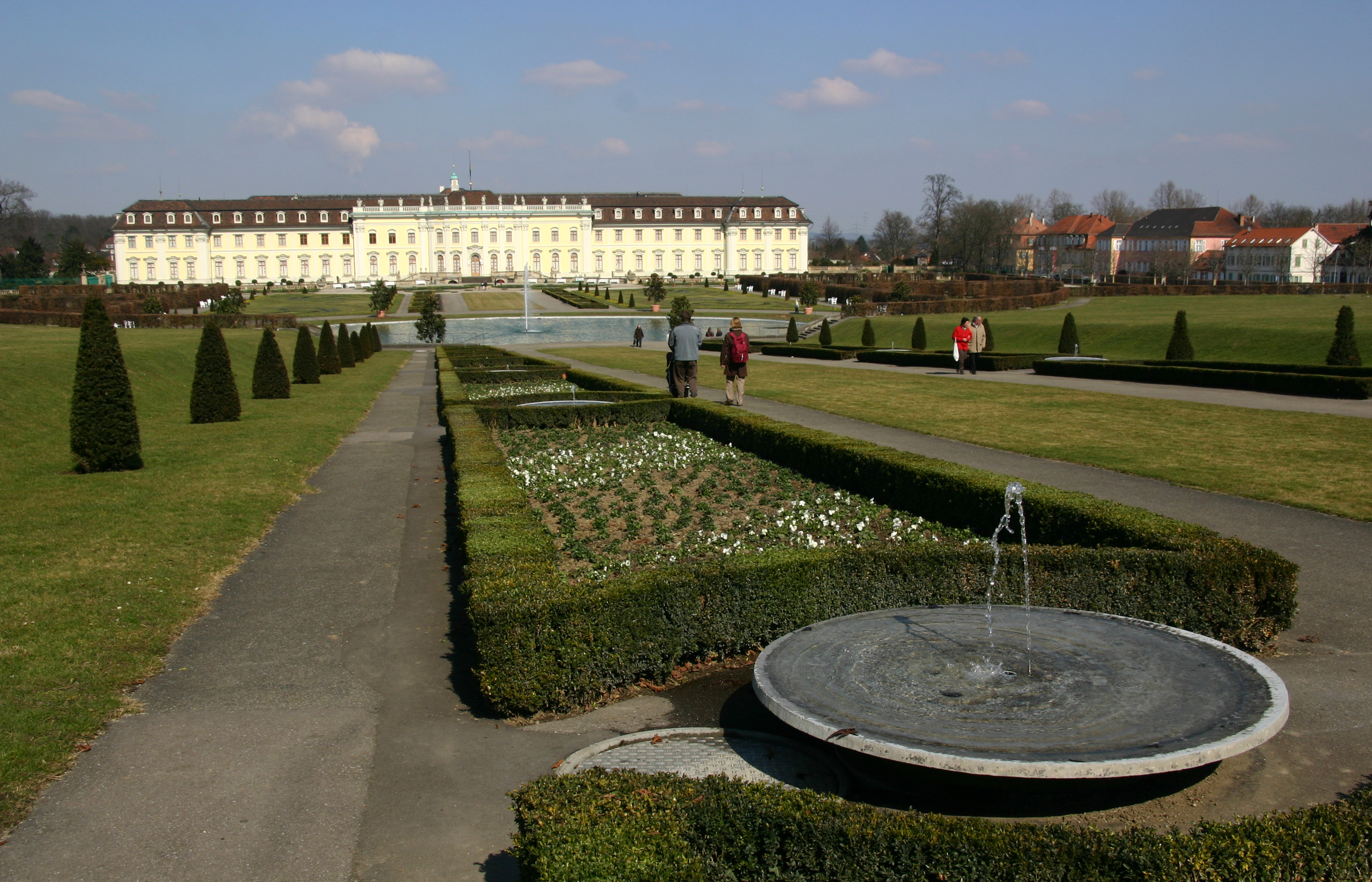
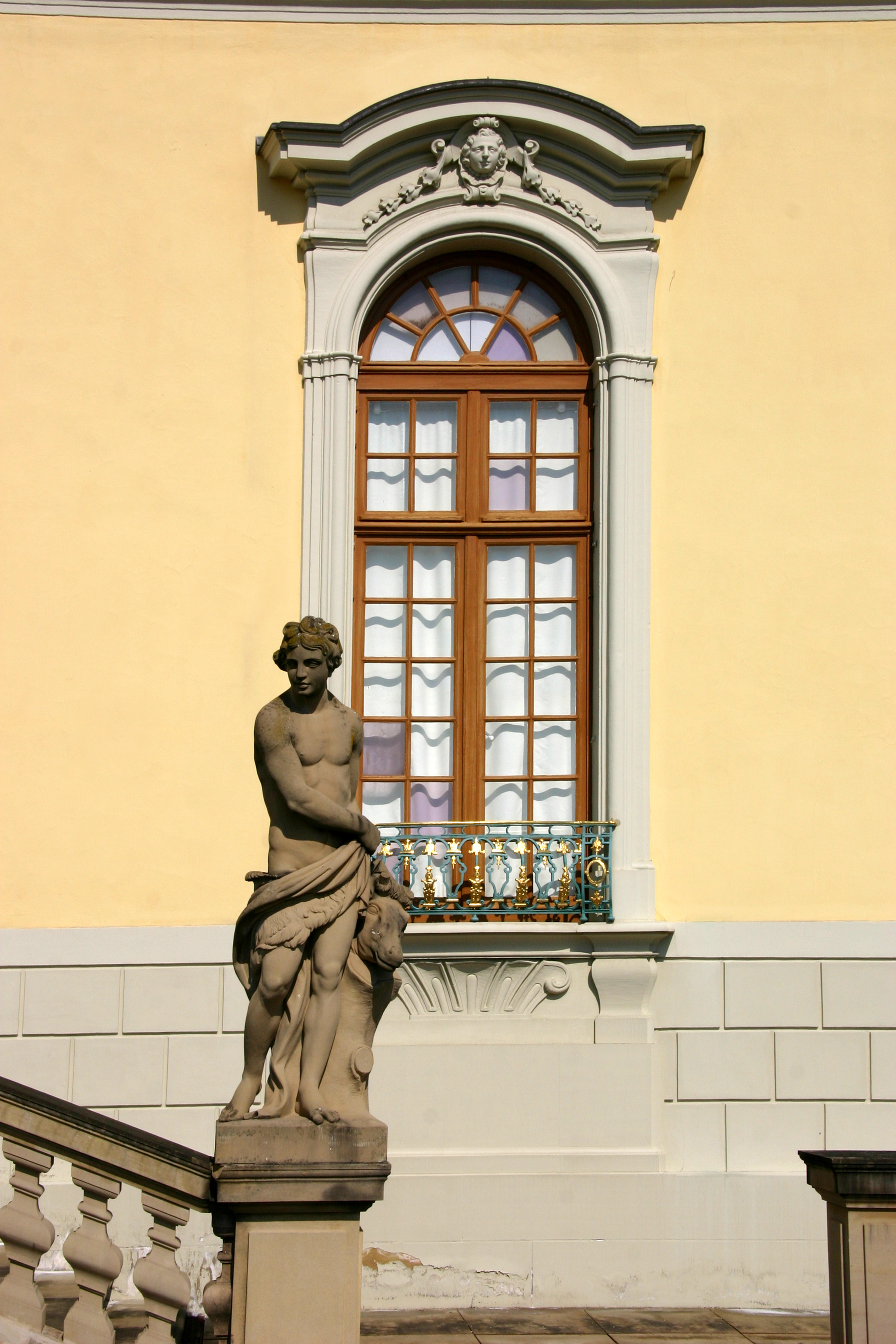
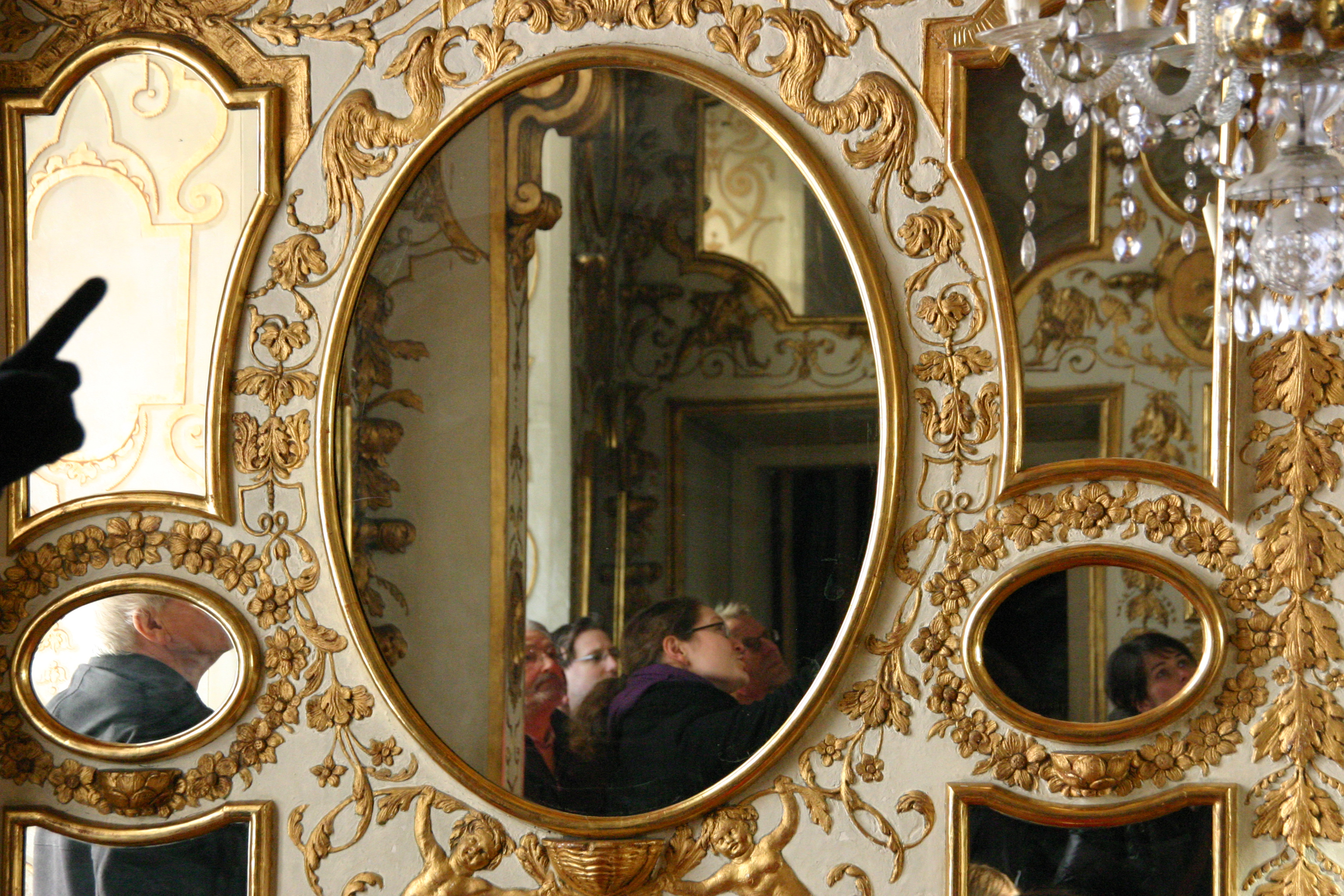
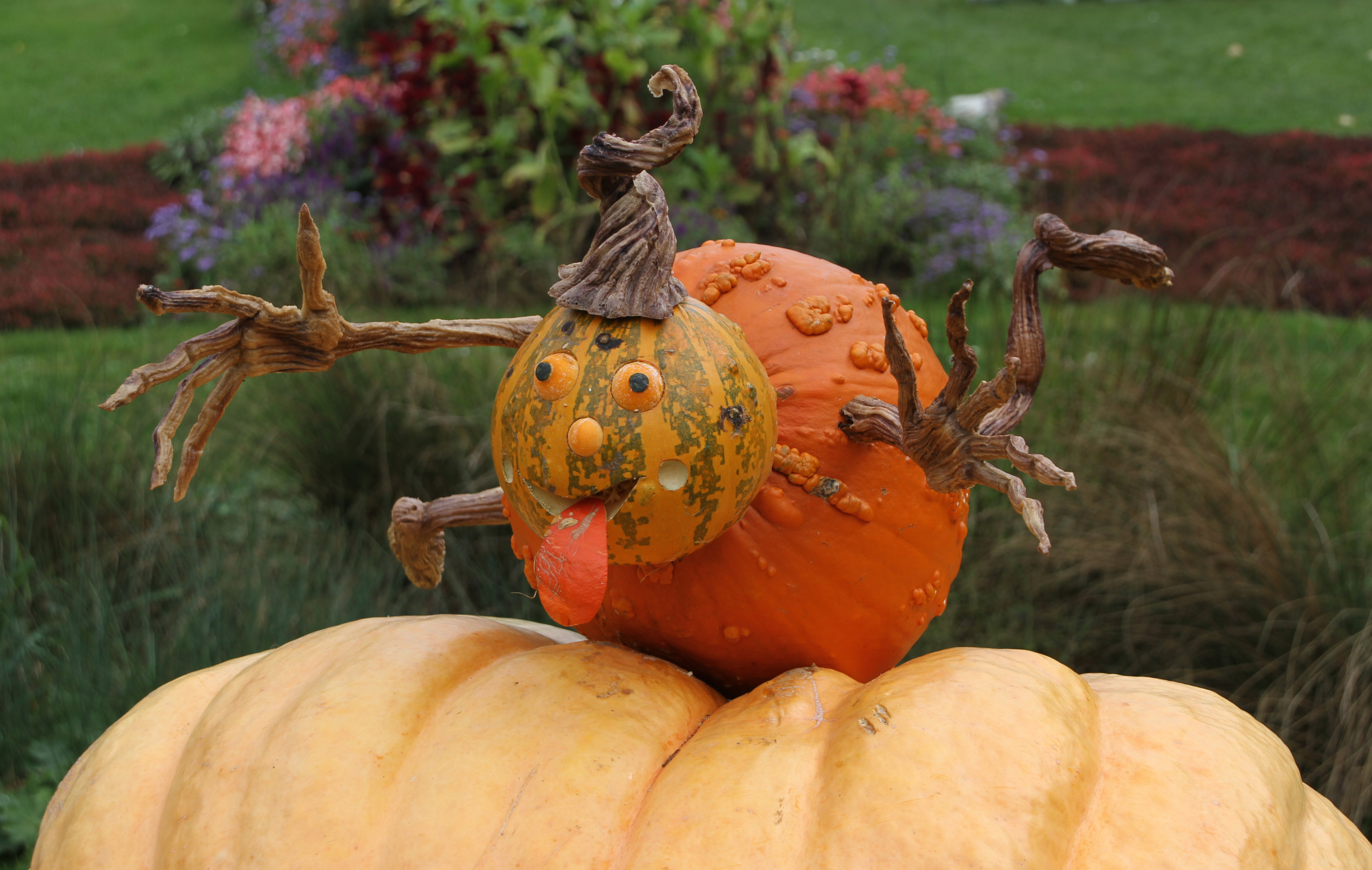
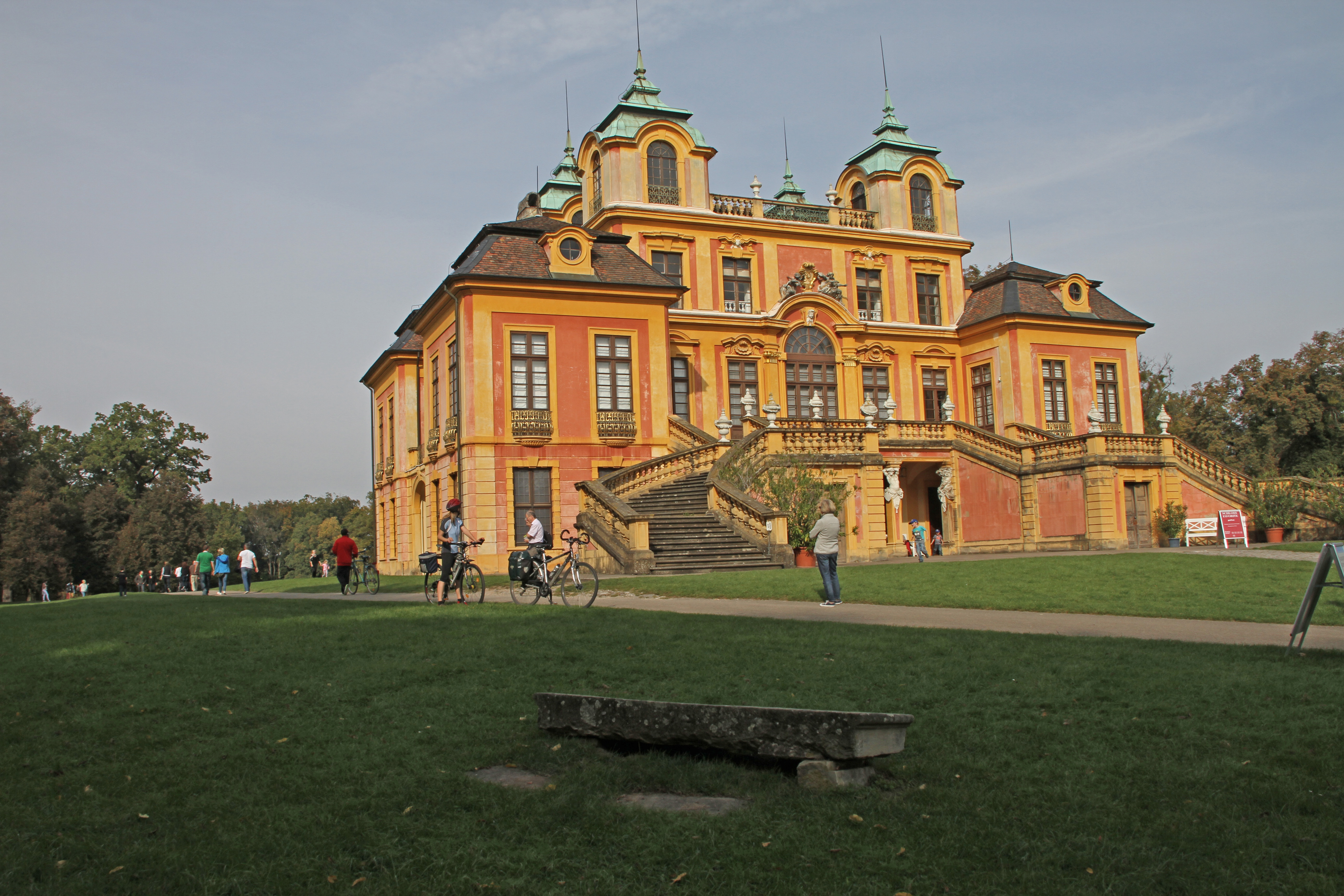
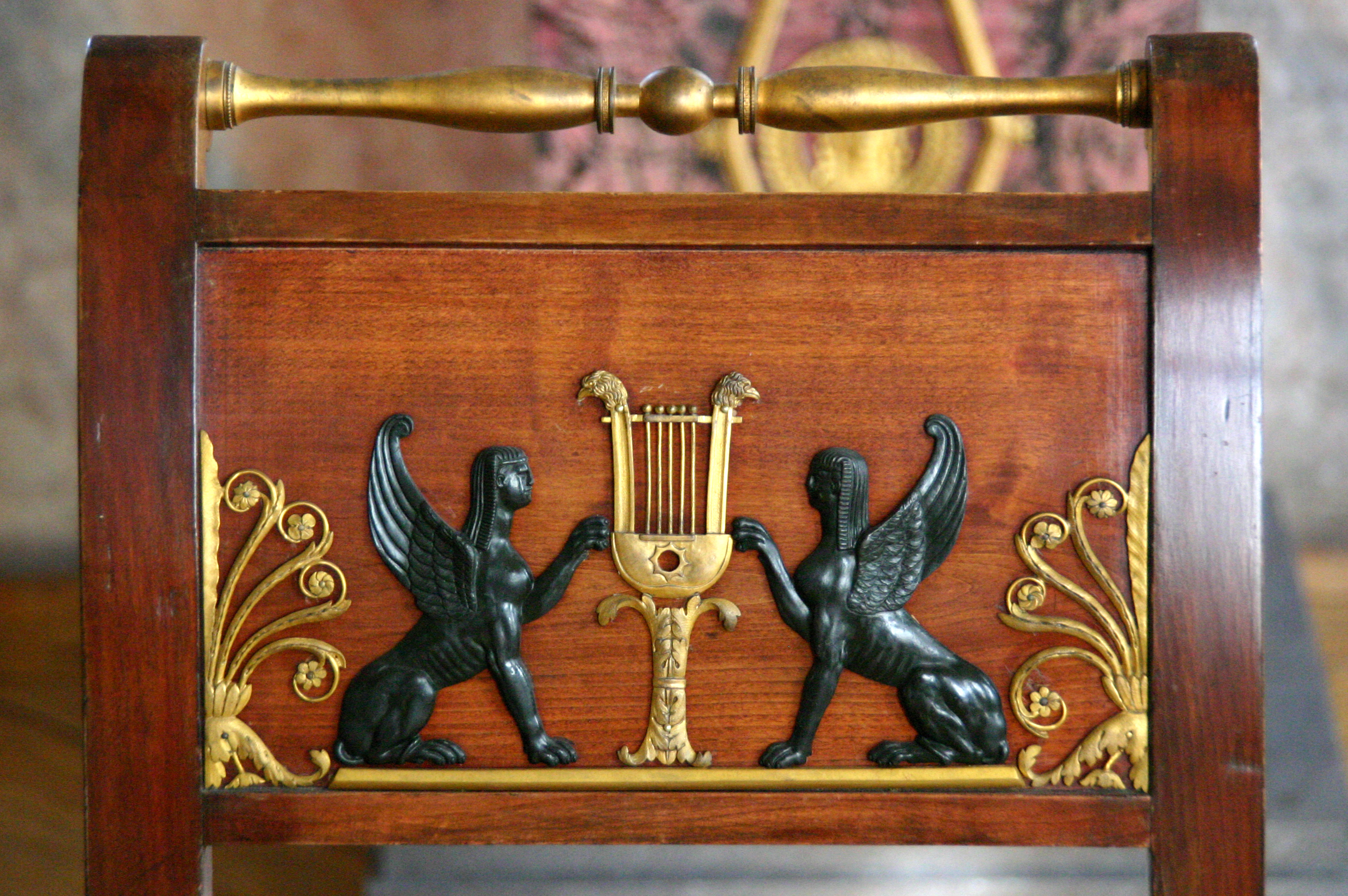
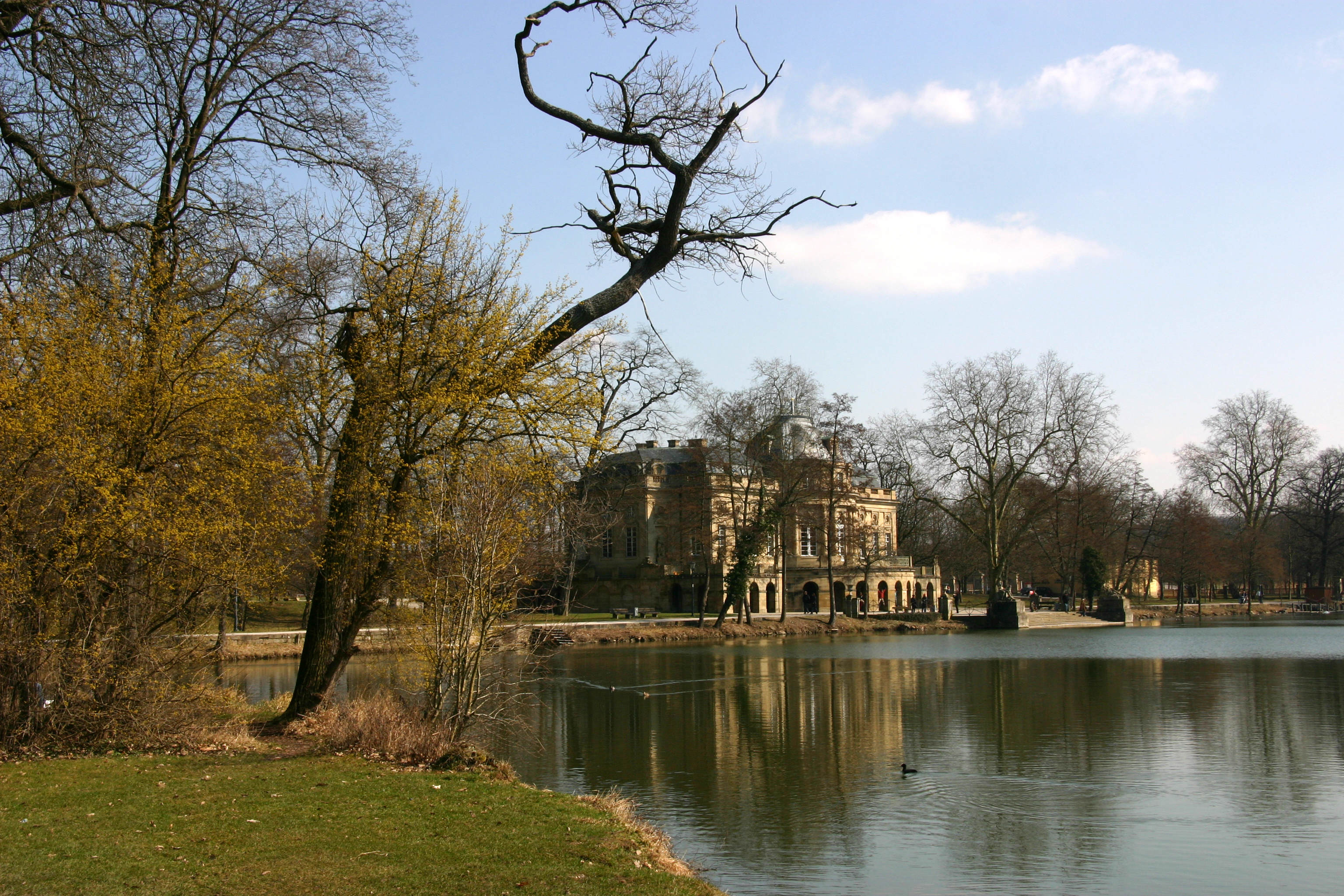